# Estovalles

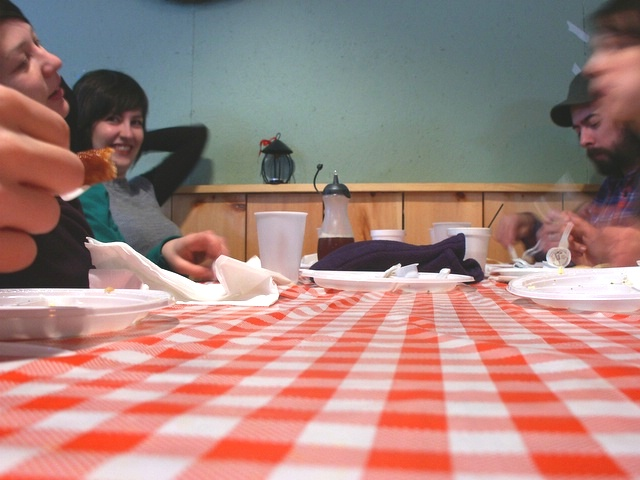
Estovalles típiques de quadros

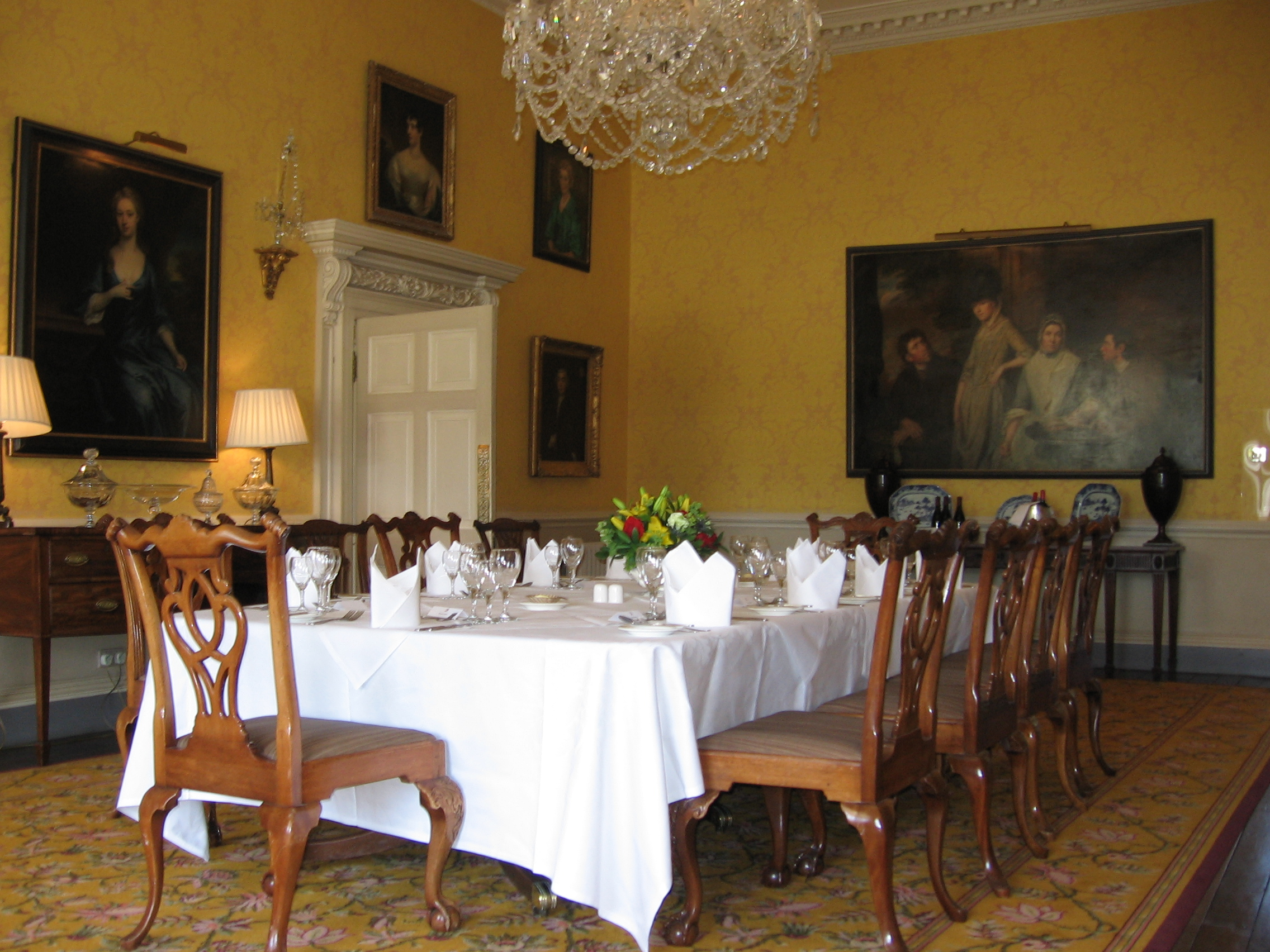
Estovalles blanques en una taula més formal

Les estovalles o tovalles són un tros de roba, paper o hule que es posa estesa sobre la taula en parar-la per servir el menjar. Els plats, gots, coberts i aliments es posen a sobre. Solen estar a joc amb els tovallons, de fet al segle xviii existien tovallons-estovalla individuals, als quals cada meitat tenia una de les dues funcions. Les estovalles poden ser individuals o per a la taula sencera. Ja a l'edat mitjana s'usaven correntment als Països Catalans i aleshores eren típicament de lli. Als darrers anys de l'edat mitjana estaven esteses per tot Europa, i eren de lli o bé de cotó.
Als bars i restaurants de poca qualitat solen ser de paper i d'un sol ús, mentre que als altres restaurants i a les llars encara s'usen de roba. N'hi ha de més rics, per a les ocasions especials, i de més pràctics, com per exemple els d'hule, per a protegir la taula de, per exemple, líquids que poden caure. Hi ha força famílies que n'usen dos, un de roba sobre un d'hule.